# 伊藤美代子 (実業家)
伊藤 美代子（いとう みよこ、1925年（大正14年）5月23日 - 2011年（平成23年）8月21日）は、あかのれんの3代目社長。

## 人物
1925年（大正14年）、名古屋市に生まれる。家は父藤三郎が1919年（大正8年）に「あかのれん呉服店」として創業した衣料品店であった。
私立名古屋第二女子商業学校3年生のとき、跡継ぎとして期待されていた兄が病死。気落ちした両親に呉服店の営業の全てを押しつけられた。美代子は学校から帰ると、すぐに着物に着替え、店頭に立った。妹と二人、中区上前津にある組合までリアカーを引っ張り商品を受け取りにも行った。1942年（昭和17年）に名古屋第二女子商業本科を卒業。
そうして苦労して営業を続けた「あかのれん呉服店」も家財もろとも名古屋大空襲により灰燼に帰した。
戦後、内田橋にバラック建ての古着屋として事業を再開。1947年（昭和22年）、いとこであった英明と結婚し、二代目社長に据えた。英明はラシャ問屋での勤務経験のあと、8年間兵役に就いており、何事にも妥協しなかったという。
夜となく昼となく働き続ける中、生後2ヶ月の次女を急性肺炎で亡くす。さらに、伊勢湾台風に被災。泥をかぶった商品をクリーニングして、廉売したところ、被災者たちに飛ぶように売れた。
1975年（昭和50年）、英明が病に倒れ、4年後亡くなってしまう。このとき、美代子があかのれんの3代目社長となった。
1987年（昭和62年）、名古屋商工会議所婦人会に入会。翌年、中部経済同友会入会。
1989年（平成元年）、会長に退く。「買う身になっての店づくり」を信念に毎月全店舗の店頭に赴いていたという。
2011年（平成23年）8月21日死去。86歳だった。